# Deutscher Badminton-Verband
Der Deutsche Badminton-Verband e. V. (DBV) wurde am 18. Januar 1953 gegründet. Er ist in 16 Landesverbände gegliedert. Seit einer Strukturreform im Jahr 2022 wird der DBV von einem siebenköpfigen Präsidium geleitet, dem der DBV-Präsident vorsitzt.

## Gründung
Anlässlich einer Sportartikelmesse in Wiesbaden wurde der Sportartikelkaufmann Fred Haas 1953 vom Verband deutscher Sportgeschäfte beauftragt, Badminton-Werbespiele zu organisieren. Haas lud alle ihm bekannten deutschen Badmintonvereine und -abteilungen ein mit dem Ziel, die 1. deutschen Meisterschaften im Einzel auszutragen. Diese fanden am 17. und 18. Januar 1953 in der Schloßreithalle in Wiesbaden statt.
Die Vertreter der 14 teilnehmenden Vereine gründeten am zweiten Meisterschaftstag, also am 18. Januar 1953, den Deutschen Badminton-Verband e. V. (DBV). Zum ersten Präsidenten wurde der Bonner Unternehmer Hans Riegel (Haribo) gewählt.
Als erster Landesverband wurde am 26. Juli 1953 in Lindenfels der Hessische Badminton-Verband aus der Taufe gehoben. Es folgten noch im gleichen Jahr der Schleswig-Holsteinische Badminton-Verband und der Badminton-Landesverband Nordrhein-Westfalen. Auf dem 2. Verbandstag am 20. Februar 1954 wurde die erste DBV-Satzung verabschiedet, in der als Mitglieder die drei genannten Landesverbände verzeichnet sind.
Die Vereine selbst sind seit Verabschiedung der DBV-Satzung nicht mehr direkte Mitglieder des DBV, sondern ihrer Landesverbände. Vereine, in deren Bundesland damals noch kein Landesverband existierte, waren gezwungen, selbst einen zu gründen. So schafften es beispielsweise 1955 die niedersächsischen Badmintonclubs gerade noch rechtzeitig, den NBV zu gründen, um die Startberechtigung für die deutsche Meisterschaft zu erhalten.
Im Jahr 1953 trat der DBV in die damalige International Badminton Federation (IBF) – heute Badminton World Federation (BWF) – ein, den Welt-Dachverband. Im Mai des darauf folgenden Jahres wurde der DBV als 26. Fachverband in den Deutschen Sportbund (DSB) aufgenommen, und 1967 gehörte er zu den Gründungsmitgliedern der European Badminton Union (EBU) – heute Badminton Europe (BE).

## Deutscher Federball-Verband der DDR
Die Gründung des Deutschen Federball-Verbands (DFV) erfolgte im Januar 1958, noch im gleichen Jahr trat er der Internationalen Badminton-Föderation (IBF) bei. Innerhalb der DDR wurde ein umfassender Wettkampfbetrieb durchgeführt. Da Badminton jedoch zu den „nichtförderungswürdigen Sportarten“ gehörte, blieben die internationalen Startmöglichkeiten der Sportler – trotz hohen Leistungsstandes – weitgehend auf den damaligen Ostblock beschränkt. Am 18. November 1990 wurden die fünf ostdeutschen Landesverbände, die aus dem DFV hervorgingen, im Kongresszentrum in Ostberlin mit Rechtswirksamkeit zum 1. Januar 1991 in den DBV aufgenommen.

## Präsidenten des DBV
- Hans Riegel (Bonn) 1953 bis 1962
- Hubert Brohl (Düsseldorf) 1962 bis 1971
- Hans Hoffmann (Hannover) 1971 bis 1974
- Hans-Peter Küsters (Krefeld) 1974 bis 1976
- Heinz Barge (Oberhausen) 1976 bis 1988
- Dieter Kespohl (Hochspeyer) 1988 bis 2006
- Karl-Heinz Kerst (Kleve) 2006 bis 2016
- Thomas Born (Berlin) 11. Juni 2016 bis 18. Juni 2022[3]
- Ralf Michaelis seit 18. Juni 2022

## Landesverbände
Folgende Landesverbände sind Mitglied im DBV (Stand: 2023):
- Badminton-Verband Berlin-Brandenburg: Hervorgegangen aus den beiden Landesverbänden Berlin und Brandenburg.
- Baden-Württembergischer Badminton-Verband: Hervorgegangen aus dem Badischen Badminton-Verband und dem Württembergischen Badminton-Verband
- Badminton-Landesverband Nordrhein-Westfalen
- Badminton-Landesverband Sachsen-Anhalt
- Badminton-Landesverband Thüringen
- Badminton-Verband Rheinland
- Badminton-Verband Mecklenburg-Vorpommern
- Badminton-Verband Sachsen
- Badmintonverband Rheinhessen-Pfalz
- Bayerischer Badminton-Verband
- Bremer Badminton-Verband
- Niedersächsischer Badminton-Verband
- Hamburger Badminton-Verband
- Hessischer Badminton-Verband
- Saarländischer Badminton-Verband
- Schleswig-Holsteinischer Badminton-Verband

## Bedeutende Veranstaltungen, Turniere und Ligen

### National
- Deutsche Meisterschaft
- Badminton-Bundesliga
- 2. Badminton-Bundesliga
- German Challenge
- Deutsche Seniorenmeisterschaft
- Deutsche Hochschulmeisterschaft
- Deutsche Juniorenmeisterschaft
- Deutsche Nachwuchsmannschaftsmeisterschaft
- Deutsche Nachwuchsmeisterschaft
- Jugend trainiert für Olympia

### International
- German Open
- Hylo Open
- Bonn International
- German Masters
- Carlton-Intersport-Cup
- Hamburg Cup
- Victor Cup
- German Juniors
- German Ruhr U19 International
- German U17 Open
- German U17 International